# Shashamani Band
Le Shashamani Band est une formation de reggae, dont les membres se sont séparés en 2006. Les membres du groupe étaient Hillary Izrah Williams, Philip Soul Sewell, Kirk Ajani McDowell et Granville Thomas. Le Shashamani Band est surtout connu pour avoir accompagné Patrice Bart-Williams (notamment sur le live Raw and Uncut), Hillary Izrah Williams et Philip Soul Sewell ont d'ailleurs continué de tourner avec lui après la séparation du groupe.